# Monte Alegre (Pará)
Monte Alegre – miasto i gmina w Brazylii, w stanie Pará. Znajduje się w mezoregionie Baixo Amazonas i mikroregionie Santarém.